# Wilhelm Kreis
Ten artykuł należy dopracować:

przedstawiono sytuację tylko z niemieckiej perspektywy – artykuł powinien być przekrojowy.
Pomóż go poprawić. Na stronie dyskusji mogą znajdywać się pomocne komentarze.

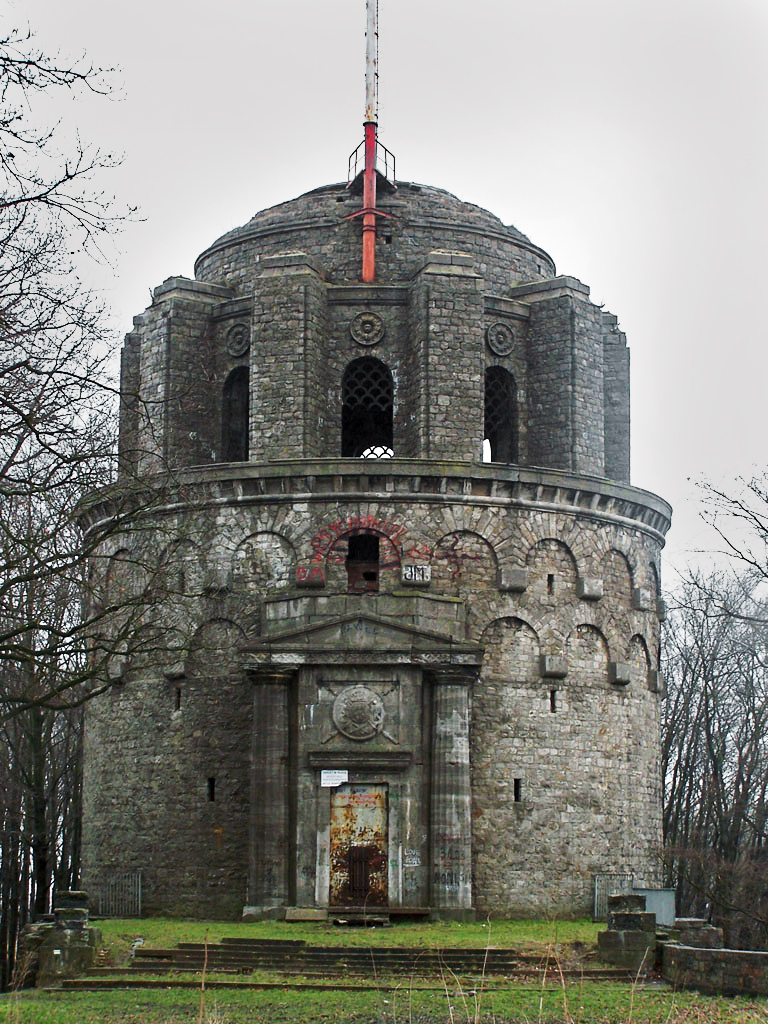
Wieża Bismarcka w Szczecinie

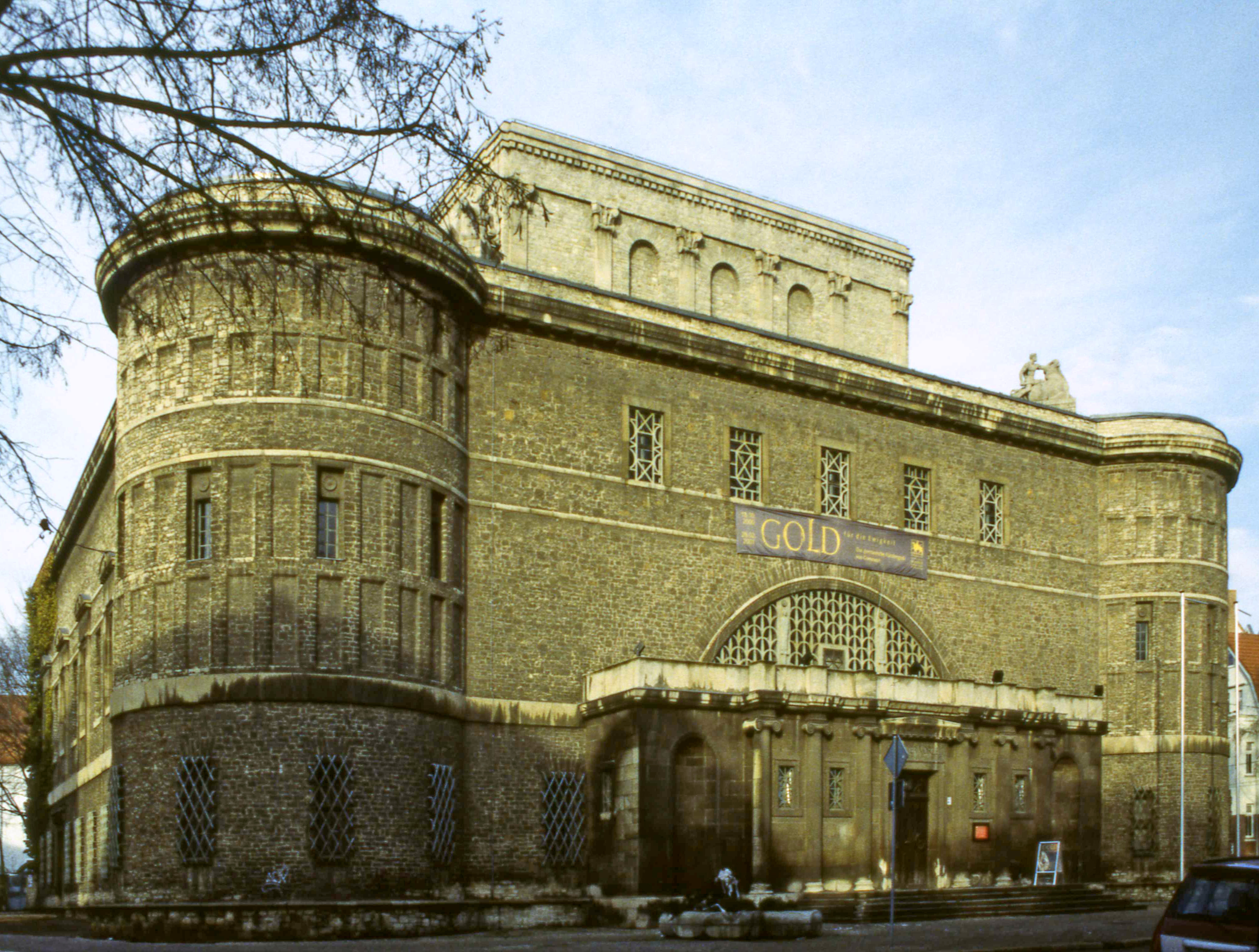
Gmach Krajowego Muzeum Prehistorii w Halle (Saale)

Wilhelm Heinrich Kreis (ur. 17 marca 1873 w Eltville am Rhein, zm. 13 sierpnia 1955 w Bad Honnef) – niemiecki architekt, wykładowca akademicki, twórca zwycięskiego projektu Zmierzch Bogów w konkursie na wieżę Bismarcka.

## Życiorys
W latach 1893–1897 studiował w Wyższej Szkole Technicznej w Monachium, m.in. u Augusta von Thierscha i Karlsruhe, także w Berlinie i Brunszwiku. W 1896 zdobył pierwszą nagrodę w konkursie na pomnik upamiętniający bitwę pod Lipskiem. Po ukończeniu studiów został asystentem Paula Wallota (1899). W latach 1902–1920 wykładał w Szkole Sztuki i Rzemiosła (niem. Kunstgewerbeschule w Düsseldorfie, w latach 1920–1926 w drezdeńskiej Wyższej Szkole Technicznej a w 1926–1941 w tamtejszej Szkole Sztuki i Rzemiosła. W 1941 został mianowany generalnym radcą budowlanym odpowiedzialnym za projektowanie niemieckich cmentarzy wojennych.
Jego nazwisko figurowało na Gottbegnadeten-Liste (Lista obdarzonych łaską Bożą w III Rzeszy) wśród Niezastąpionych.

## Działalność
W 1899 Kreis wygrał konkurs na projekt wieży Bismarcka projektem Zmierzch Bogów (niem. Götterdämmerung). Do 1914 zaprojektował prawie 50 wież Bismarcka. 

### Wybrane dzieła
- 1902 – Burschenschaftsdenkmal w Eisenach[4]
- 1904–1908 – drezdeński most Augustusbrücke[1]
- 1911–1912 – gmach Krajowego Muzeum Prehistorii (niem. Landesmuseum für Vorgeschichte) w Halle (Saale) (razem z Carlem Augustem Jüngstem)[5]
- 1911–1912 – dom towarowy Tietza w Wuppertal[6]
- 1912 – dom towarowy Knopfa w Karlsruhe[7]
- 1912–1913 – dom towarowy Tietza w Chemnitz[8]
- 1913 (zakończenie budowy) – dawna Betonhalle w Lipsku[9]
- 1912–1914 – neobarokowy pałac Bühlerhöhe w Bühl[10]
- 1912–1914 – dom towarowy Tietza w Kolonii[11]
- 1921–1922 – wieża koksowni kopalni „Hannibal” w Bochum (zburzona w 1974 po zamknięciu koksowni)[12]
- 1922–1923 – budynek maszynowni kopalni „Constantin” w Bochum[13]
- 1923 – budynek administracji koncernu Bochumer Verein w Bochum[14]
- 1922–1924 – gmach Wilhelma Marxa w Düsseldorfie (z Janem Thorn-Prikkerem i Carlem Augustem Jüngstem)[15]
- 1925–1926 – budynki „GesoLei” w Düsseldorfie[16]
- 1928–1930 – Muzeum Higieny w Dreźnie[17]
- 1929–1930 – dom zdrojowy w Bad Schwalbach[1]